# Generala

Dado

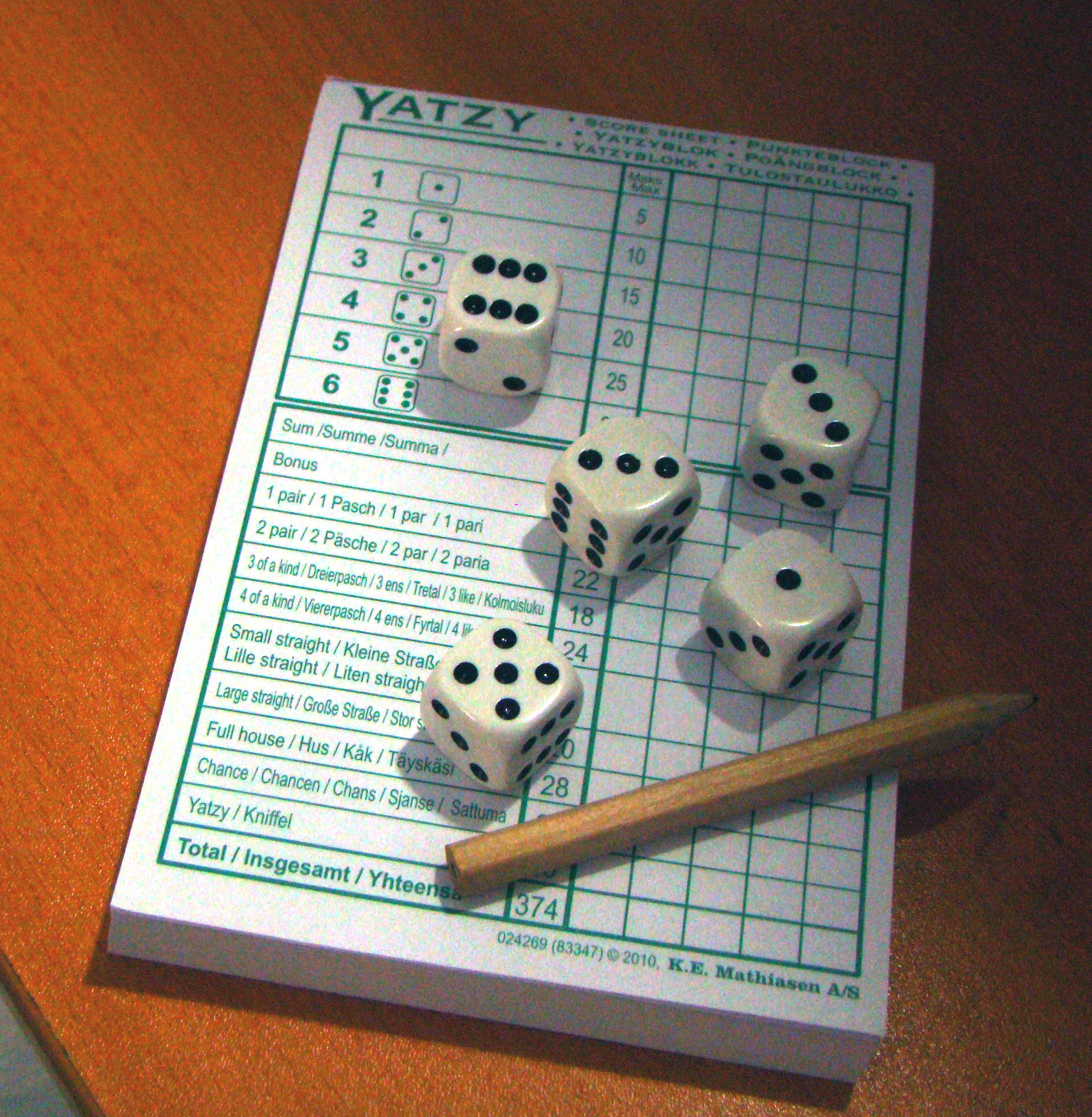
Tabla de puntajes y dados

La generala es un juego de dados. Se juega con cinco dados y  un cubilete; el número de jugadores es ilimitado, pero lo ideal es de 2 a 5. El objetivo del juego es lograr la mayor puntuación, de acuerdo a la valoración establecida para cada jugada posible en el juego, llamada categoría.

## Juego y puntuaciones
Hay varias formas de decidir quién inicia el juego; una puede ser que cada jugador tire un dado, y el que obtenga el número más alto será el que comience. Otra es que cada jugador tire los cinco dados, y el que obtenga la suma más baja es el que iniciará el juego. Por otra parte, el que quede en segundo lugar se sentará a su izquierda y así sucesivamente. El orden del juego sigue la dirección de la mano derecha, en sentido contrario al de las agujas del reloj.
Existen 10 posibles categorías, por lo que cada jugador tendrá 11 tiros posibles en el juego. Cada tirada consiste en el lanzamiento de los cinco dados, y según sean los números que salgan se podrá optar a una categoría; si no se logra alcanzar una categoría satisfactoria en el primer lanzamiento se pueden apartar los dados útiles y tomar los demás y tirarlos de nuevo; en esta segunda tirada se pueden apartar otra vez los más convenientes y juntarlos con los que ya tenía apartados, y luego se tirará el resto por tercera y última vez, con lo que termina la tirada. Si en un solo tiro se logró una categoría, a esto se lo llama «tiro servido» (sólo se aplicará para los juegos mayores; ver más adelante). Esto sólo puede ocurrir en el primero de los tres tiros de cada turno. La puntuación se establece en relación con la categoría que se obtiene con la combinación de los 5 dados. 
Para anotar la puntuación de cada jugador se debe preparar una planilla anotando en filas las once categorías posibles, que van de la categoría 1 a la 6 y luego las categorías que se llaman "Juegos mayores", que son escalera, full, póker, generala y doble generala (esta última se puede omitir con el acuerdo de los jugadores, con lo que entonces serían diez categorías y serían diez tiros por jugador). En los encabezados, formando columnas verticales, se colocan los nombres de los jugadores.

### Categorías
Para calcular el puntaje correspondiente a una categoría de números del 1 al 6, se deben sumar los números iguales.
Por ejemplo, si un jugador, tirara tres dados con el número 6, se sumará, 6+6+6=18, este resultado se anotará en la casilla correspondiente al número 6. Si son tres 1 se debe anotar 3 al 1, si hay dos 6 se debe anotar 12 al 6. 
- 1: se coloca el número que dé la suma de 1 obtenidos.
- 2: se coloca el número que dé la suma de 2 obtenidos.
- 3: se coloca el número que dé la suma de 3 obtenidos.
- 4: se coloca el número que dé la suma de 4 obtenidos.
- 5: se coloca el número que dé la suma de 5 obtenidos.
- 6: se coloca el número que dé la suma de 6 obtenidos.
- Escalera: 25 puntos si es servida, 20 si fue armada. Se forma con una progresión de números. Hay tres posibilidades: 1-2-3-4-5 (escalera menor),  2-3-4-5-6 (escalera mayor) o 3-4-5-6-1
- Full: 35 puntos si es servido o 30 puntos si es armado. Se forma con dos grupos de dados iguales, uno de tres y otro de dos dados.

- Póker: 45 puntos si es servido o 40 puntos si es armado. Se forma con cuatro dados iguales.

- Generala: 60 puntos (o 50 puntos, según la variante) si se logra formar cinco números iguales en dos o tres tiros.

- Generala Doble o Servida: Cuando se logra la Generala de un solo tiro, se llama generala servida y en cualquier tiro se gana la partida.

## Variantes
Se encuentran algunas variantes como la generala obligada, que es idéntica a la generala solo que se hacen los juegos por orden, del 1 a la generala. Hay otros juegos similares como el Yatzy y el Yahtzee, este último es un derivado.